# Transformada de ondícula continua

Transformada wavelet continua de la señal de descomposición de frecuencias. Utiliza symlet con 5 momentos de fuga.

En matemáticas, la transformada de ondícula continua (CWT por sus siglas en inglés) es una herramienta formal (es decir, no numérica) que proporciona una representación sobredeterminada de una señal al permitir que los parámetros de traslación y escala de las ondículas varíen de forma continua.

## Definición
La transformada de ondícula continua de una función {\displaystyle x(t)} a una escala {\displaystyle a\in \mathbb {R^{+*}} }, representada por un valor de traslación {\displaystyle b\in \mathbb {R} }, se expresa mediante la siguiente integral:
{\textstyle X_{w}(a,b)={\frac {1}{|a|^{1/2}}}\int _{-\infty }^{\infty }x(t){\overline {\psi }}\left({\frac {t-b}{a}}\right)\,dt}
Donde {\displaystyle \psi (t)} es una función continua tanto en el dominio del tiempo como en el dominio de la frecuencia, llamada la ondícula madre, y la línea superior representa la operación de conjugado complejo. El propósito principal de la ondícula madre es proporcionar una función fuente para generar las ondículas hijas, que son simplemente versiones trasladadas y escaladas de la ondícula madre. Para recuperar la señal original {\displaystyle x(t)}, se puede aprovechar la primera transformada de ondícula continua inversa.
{\displaystyle x(t)=C_{\psi }^{-1}\int _{0}^{\infty }\int _{-\infty }^{\infty }X_{w}(a,b){\frac {1}{|a|^{1/2}}}{\tilde {\psi }}\left({\frac {t-b}{a}}\right)\,db\ {\frac {da}{a^{2}}}}
La función {\displaystyle {\tilde {\psi }}(t)} es la función dual de {\displaystyle \psi (t)} y
{\textstyle C_{\psi }=\int _{-\infty }^{\infty }{\frac {{\overline {\hat {\psi }}}(\omega ){\hat {\tilde {\psi }}}(\omega )}{|\omega |}}\,d\omega }
Es una constante admisible, donde el sombrero representa el operador de transformada de Fourier. A veces, {\displaystyle {\tilde {\psi }}(t)=\psi (t)}, entonces la constante admisible se convierte en:
{\textstyle C_{\psi }=\int _{-\infty }^{+\infty }{\frac {\left|{\hat {\psi }}(\omega )\right|^{2}}{\left|\omega \right|}}\,d\omega }
Tradicionalmente, esta constante se llama constante admisible de la ondícula. Una ondícula cuya constante admisible satisface :{\displaystyle 0<C_{\psi }<\infty } se llama ondícula admisible. Para recuperar la señal original {\displaystyle x(t)}, se puede explotar la segunda transformada inversa de ondícula continua.
{\textstyle x(t)={\frac {1}{2\pi {\overline {\hat {\psi }}}(1)}}\int _{0}^{\infty }\int _{-\infty }^{\infty }{\frac {1}{a^{2}}}X_{w}(a,b)\exp \left(i{\frac {t-b}{a}}\right)\,db\ da}
Esta transformada inversa sugiere que una ondícula debería definirse como:
{\textstyle \psi (t)=w(t)\exp(it)}
En donde {\displaystyle w(t)} es una ventana. Tal ondícula definida puede llamarse ondícula analizadora, porque admite el análisis tiempo-frecuencia. No es necesario que una ondícula analizadora sea admisible.

## Coeficiente de escala

Una transformada wavelet (continua) viene dada por la integral del producto entre la señal s y el núcleo (wavelet) w, donde el núcleo se desplaza y se estira, lo que permite extraer información a diferentes escalas.

El factor de escala {\displaystyle a} ya sea dilata o comprime una señal. Cuando el factor de escala es relativamente bajo, la señal está más contraída, lo que a su vez resulta en un gráfico resultante más detallado. Sin embargo, la desventaja es que un factor de escala bajo no dura durante toda la duración de la señal. Por otro lado, cuando el factor de escala es alto, la señal se estira, lo que significa que el gráfico resultante se presentará con menos detalle. Sin embargo, generalmente dura toda la duración de la señal.

## Propiedades de la transformada wavelet continua
En términos generales, la transformada de ondícula continua es una convolución de la secuencia de datos de entrada con un conjunto de funciones generadas por la ondícula madre. La convolución puede calcularse utilizando un algoritmo de transformada rápida de Fourier (FFT, por sus siglas en inglés). Normalmente, la salida {\displaystyle X_{w}(a,b)} es una función de valores reales, excepto cuando la ondícula madre es compleja. Una ondícula madre compleja convertirá la transformada de ondícula continua en una función de valores complejos. El espectro de potencia de la transformada de ondícula continua puede representarse como {\displaystyle {\frac {1}{a}}\cdot |X_{w}(a,b)|^{2}}.

Visualización del efecto de cambiar una Ondícula Morlet.

## Aplicaciones de la transformada wavelet
Una de las aplicaciones más populares de la transformada de ondícula es la compresión de imágenes. La ventaja de utilizar codificación basada en ondículas en la compresión de imágenes es que proporciona mejoras significativas en la calidad de imagen a ratios de compresión más altos que las técnicas convencionales. Dado que la transformada de ondícula tiene la capacidad de descomponer información y patrones complejos en formas elementales, se usa comúnmente en el procesamiento acústico y el reconocimiento de patrones, pero también se ha propuesto como un estimador de frecuencia instantánea. Además, las transformadas de ondícula pueden aplicarse en las siguientes áreas de investigación científica: detección de bordes y esquinas, resolución de ecuaciones diferenciales parciales, detección de transitorios, diseño de filtros, análisis de electrocardiogramas (ECG), análisis de texturas, análisis de información empresarial y análisis de la marcha. Las transformadas de ondícula también pueden usarse en el análisis de datos de electroencefalografía (EEG) para identificar picos epilépticos resultantes de la epilepsia.La transformada de ondícula también se ha utilizado con éxito para la interpretación de series temporales de deslizamientos de tierra y para calcular las periodicidades cambiantes de epidemias.
La Transformada de Ondícula Continua (CWT) es muy eficiente en la determinación del coeficiente de amortiguación de señales oscilantes (por ejemplo, identificación de amortiguamiento en sistemas dinámicos). La CWT también es muy resistente al ruido en la señal.